# (74124) 1998 QB58
(74124) 1998 QB58 – planetoida z pasa głównego asteroid okrążająca Słońce w ciągu 4,39 lat w średniej odległości 2,68 j.a. Odkryta 30 sierpnia 1998 roku.